# Rosa von Gerold
Rosa von Gerold (* 13. August 1829 in Waltershausen, Thüringen, Deutscher Bund als Rosalinde „Rosa“ Henneberg; † 16. Jänner 1907 in Wien, Österreich-Ungarn) war eine österreichische Schriftstellerin, die vor allem Reiseliteratur schrieb. Sie schrieb unter anderem unter dem Namen Roseline Alwine Henriette Caecilie Clotilde Minone und war als Salondame bekannt.

## Leben
Rosalinde Henneberg war eine Tochter des Kaufmanns Karl Henneberg aus Arnstadt († 1869) und dessen Ehefrau Christiane (geborene Kestner; † 1876). Ihr Großvater mütterlicherseits war der Kaufmann und Hauptmann der Waltershausener Stadtmiliz Balthasar Kestner. Die Großmutter mütterlicherseits stammte aus einem reichen Bauernhaus. Die Großeltern väterlicherseits betrieben eine Gerberei. Sie hatte zwei Geschwister: Melanie (1832–1836) und Bruno (1834–1886). Im Jahre 1836, Rosa war zu diesem Zeitpunkt etwa sechs oder sieben Jahre alt, übersiedelte die Familie nach Frankfurt am Main und schließlich nach Wien. Sie erhielt die begrenzte Schulbildung einer „höheren Tochter“ und bildete sich selbst durch eifriges Lesen und das Studium von Fremdsprachen weiter. Bereits früh begann sie mit dem Reisen und hatte im Laufe der Jahre teilweise auch längere Aufenthalte in Weltstädten. Des Weiteren erhielt sie Malunterricht von Rudolf von Alt (1812–1905). Im Jahre 1853 ehelichte sie den angesehenen Verlagsbuchhändler Moritz Gerold (1815–1884), der am 7. August 1876 in den Adelsstand erhoben wurde. Das Wappenschild zeigte einen Speer und einen Adler. Aus der Ehe gingen keine Kinder hervor.
Nach der Eheschließung führte sie einen vornehmen Salon, in dem zahlreiche hervorragende Persönlichkeiten der Gelehrten- und Künstlerwelt verkehrten und in dem sie viele Feste veranstaltete. Zu den Persönlichkeiten, die in ihrem Salon verkehrten und mit denen sie teilweise Freundschaft schloss, zählen der Komponist Johannes Brahms und der Maler Anselm Feuerbach, der Maler Ludwig Hans Fischer, der Bildhauer Caspar von Zumbusch oder der Architekt Heinrich von Ferstel. Ein weiterer prominenter Gast war Marie von Ebner-Eschenbach, mit der sie besonders eng verbunden war. Weiters verkehrten hier die Dichterinnen Marie von Najmájer und Gräfin Anna Pongrácz, die Schriftsteller Alexander von Warsberg, Paul Heyse und Bayard Taylor sowie der bayerische Jurist und Schriftsteller Ludwig Steub. Außerdem waren der Germanist Karl Tomaschek, der Latinist Johannes Vahlen, der Shakespeare-Forscher Nikolaus Delius, der Altphilologe, Germanist und Grimm-Schüler Karl Bartsch, der Philosoph Franz Brentano, die Minister Karl Ritter von Stremayr und Wilhelm von Hartel und zahlreiche andere Gäste im Salon von Rosa von Gerold. Daneben auch diverse Geschäftspartner und -freunde wie zum Beispiel vom Verlag Hachette Livre in Paris.

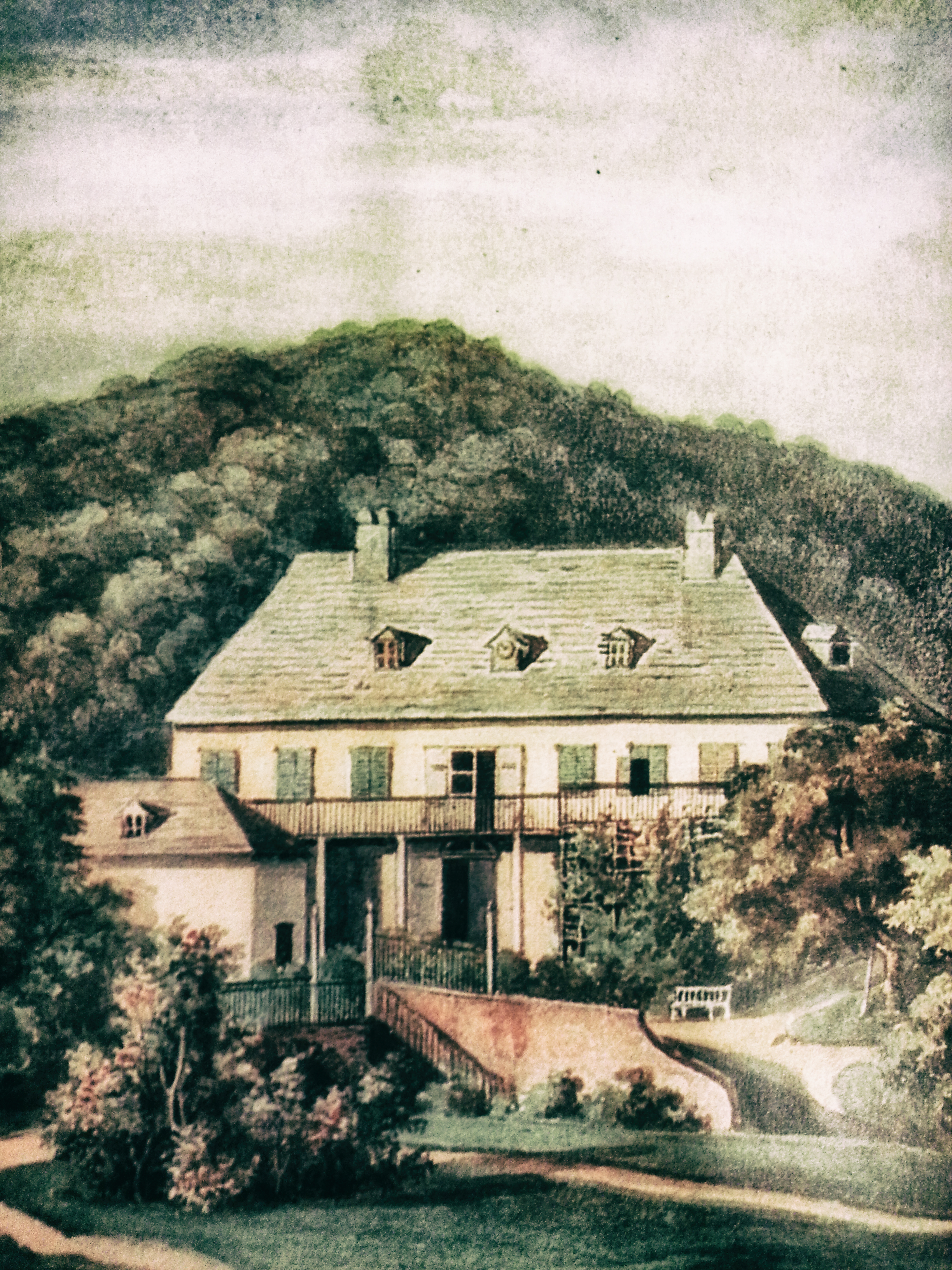
Der Lindenhof der Familie Gerold (um das Jahr 1870).

Von Frühling bis Herbst lebte das Ehepaar Gerold auf ihrem Landsitz Lindenhof, einer 1861 bis 1863 von Carl Hasenauer für sie erbauten Villa in Neuwaldegg, damals noch eine eigenständige Gemeinde und seit 1891 ein Teil des 17. Wiener Gemeindebezirks Hernals. Die Wintermonate (November bis März) verbrachte das Paar in seinem Stadthaus in der Postgasse (damals Barbaragasse) im 1. Wiener Gemeindebezirk Innere Stadt. An der Adresse Barbaragasse 6 befand sich einst das von Eduard van der Nüll und August Sicard von Sicardsburg im Jahre 1852 errichtete Druckereihaus von Moritz Gerold. Rosa von Gerold hatte auch Anteil an der Tätigkeit ihres Gatten; so wurden unter anderem in ihrem Salon noch ungedruckte Werke der Beurteilung unterzogen. Des Weiteren interessierte sich von Gerold sehr für Botanik und war nebenbei selbst schriftstellerisch tätig. Vor allem ab den 1880er Jahren publizierte sie über den Verlag ihres Mannes zahlreiche Reisebeschreibungen von Reisen und Urlauben in bzw. durch Europa und Vorderasien. So entstanden Werke wie Eine Herbstfahrt nach Spanien (1880, 2. Auflage: 1881), Ein Ausflug nach Athen und Korfu (1885) oder Ein Ausflug nach Kerkyra und Athen (1895). Wenige Jahre vor ihrem Ableben veröffentlichte sie weitere Bücher wie Städtebilder aus Südfrankreich und Nordpersien (1904). Sie selbst bezeichnete ihre Werke stets als dilettantische „Eintagsfliegen“. Außerdem publizierte sie in Fachzeitschriften und Zeitungen. Ihre etwa 1300 Bände umfassende Hausbibliothek zeigte ebenfalls ihr literarisches Interesse.
Obwohl sie ihren Ehemann stets unterstützte und ihm zur Seite stand, tat sie dies nie auf geschäftlicher Ebene. So führte sie den Betrieb auch nicht nach dem Tod ihres Mannes im Jahre 1884, nach über 30-jähriger Ehe, als Witwenfortbetrieb weiter. Die Leitung des Unternehmens wurde kurzweilig von Friedrich Gerold, dem älteren Bruder ihres Mannes, übernommen; dieser übertrug die Leitung am 1. Oktober 1885 an seinen Sohn Friedrich Gerold jun. und an Hermann Manz (Manz’sche Verlags- und Universitätsbuchhandlung). 1895 zog sich auch besagter Friedrich Gerold jun. aus den Geschäften zurück. Als Witwe trat Rosa von Gerold weniger in der Öffentlichkeit in Erscheinung. Ihre Stadtwohnung in der Barbarastraße gab sie bald auf und übersiedelte in ein Haus (Neuwaldeggerstraße 6) in die damals noch eigenständige Gemeinde Dornbach, heute ebenfalls ein Teil des 17. Bezirks. Ebendort starb sie auch am 16. Januar 1907 im Alter von 77 Jahren und wurde zwei Tage später am Dornbacher Friedhof in der Familiengruft der Familie Henneberg (Gruppe 1, Nr. 7) bestattet. Dort lag sie bis zum Jahre 1994.
Auf ihr Ersuchen hin stellte Maria Goswina von Berlepsch, mit der sie befreundet war, autobiographische Aufzeichnungen aus ihrem Nachlass zu einer Publikation zusammen. Die unveröffentlichten Manuskripte vermachte von Gerold der Österreichischen Nationalbibliothek, damals noch kaiserliche Hofbibliothek.

## Publikationen (Auswahl)
- 1880: Eine Herbstfahrt nach Spanien (2. Auflage, 1881)
- 1885: Ein Ausflug nach Athen und Korfu
- 1895: Ein Ausflug nach Kerkyra und Athen
- 1904: Städtebilder aus Südfrankreich und Nordpersien
- 1904: Augenblicksbilder aus dem Buche meiner Erinnerungen
- 1908: Erinnerungen, herausgegeben von Maria Goswina von Berlepsch (mit einer biografischen Einleitung)